# Pelota basca nos Jogos Pan-Americanos de 2003
As competições de pelota basca nos Jogos Pan-Americanos de 2003 foram realizadas em Santo Domingo, na República Dominicana. 

## Medalhistas
Masculino
| Evento                          | Ouro       | Prata    | Bronze        |
| ------------------------------- | ---------- | -------- | ------------- |
| Frontenis frontón 30 m detalhes | MEX México | CUB Cuba | ARG Argentina |

Feminino
| Evento                          | Ouro       | Prata         | Bronze   |
| ------------------------------- | ---------- | ------------- | -------- |
| Frontenis frontón 30 m detalhes | MEX México | ARG Argentina | CUB Cuba |

Eventos abertos
| Evento                                         | Ouro          | Prata      | Bronze        |
| ---------------------------------------------- | ------------- | ---------- | ------------- |
| Pelota de goma frontón 30 m detalhes           | ARG Argentina | MEX México | CUB Cuba      |
| Pelota de mão frontón 36 m individual detalhes | CUB Cuba      | MEX México | VEN Venezuela |
| Pelota de mão frontón 36 m duplas detalhes     | MEX México    | CUB Cuba   | VEN Venezuela |
| Pelota de couro frontón 36 m detalhes          | ARG Argentina | MEX México | URU Uruguai   |